# Sally Can’t Dance
Sally Can’t Dance ist das vierte Solo-Studioalbum des amerikanischen Rockmusikers Lou Reed, das im September 1974 bei RCA Records erschien.
Steve Katz und Reed waren die Produzenten. Es ist bis heute Reeds bestplatziertes Album in den USA, das im Oktober 1974 für 14 Wochen auf Platz 10 der Billboard-200-Album-Charts stand.
Es ist auch das erste Soloalbum von Lou Reed, das keine Songs enthält, die ursprünglich von seiner früheren Band Velvet Underground aufgenommen wurden. Und es ist auch das erste von Reeds Solo-Studioalben, das in den Vereinigten Staaten aufgenommen wurde, und nicht in Großbritannien. Das Albumcover ist eines der wenigen Arbeiten des Designers David Edward Byrd auf diesem Gebiet.

## Songs
Sally Can’t Dance enthält auch die Stücke N.Y. Stars (in dem sich Reed über „viertklassige Imitatoren“ lustig macht, die ihn durch das Kopieren seines Stils zu beeindrucken versuchten), Kill Your Sons (eine Auseinandersetzung mit seinem Aufenthalt als Teenager in einer psychiatrischen Klinik auf Drängen seiner Eltern) und Billy (das vom Schicksal eines Schulkameraden erzählt, der Arzt wird, dann in den Krieg zieht und völlig verändert zurückkehrt).

## Doug Yule
Bei Billy arbeitete Reed wieder mit seinem ehemaligen Velvet-Underground-Bandkollegen Doug Yule zusammen, der E-Bass spielte. Laut einem Interview mit Yule kam der Anruf von Reed „aus heiterem Himmel“; Reed war der Meinung, dass Yules Bassspiel gut zu dem Song Billy passen würde, und Yule stimmte zu, da er den Song mochte und die Session genossen hatte. Im folgenden Jahr gab Yule sein Debüt an der E-Gitarre auf Reeds Welttournee 1975.
Weitere Tracks mit Yule sind auf einer CD-Neuauflage erschienen.

## Tour
Auf der Tournee zum Album spielten Danny Weis (Gitarre), Michael Fonfara (Keyboards) und Prakash John (Bass), das Schlagzeug wurde von Pentti Glan in Europa bzw. Eric Johnson in Australien und den USA gespielt. Der Tontechniker für alle Liveshows war Robin Mayhew, der zuvor mit David Bowie während dessen Ziggy Stardust-Zeit gearbeitet hatte.

## Rezeptionen
Obwohl die Platte ein Hit war und Reeds Status als Star steigerte, war er Berichten zufolge von der Produktion – bei der er eine weitgehend passive Rolle einnahm – und der Bearbeitung der Songs enttäuscht. Reed: „Es scheint, je weniger ich an einer Platte beteiligt bin, desto größer wird der Hit. Wenn ich bei der nächsten Platte überhaupt nicht mehr dabei wäre, würde sie vielleicht auf Platz eins landen.“
Nach den vergleichsweise großen Erfolgen von Transformer, Berlin und Rock ’n’ Roll Animal (ein 1974 veröffentlichtes Livealbum) erhielt Sally Can’t Dance überwiegend negative Kritiken. Manfred Gillig sah sich in der Zeitschrift Sounds als „einen der letzten Unverbesserlichen“, weil er der Meinung war, dass die Stärken auf Sally Can’t Dance die unbestreitbar vorhandenen Schwächen (Ennui etwa sei „eines der schwächsten Stücke von Lou Reed überhaupt“) überwiegen. Namentlich der Titelsong und Animal Language seien aber „Lou Reed at his best“ und kämen „fast an die Qualität von Rock ’n’ Roll Animal heran.“
Cashbox sagte über den Titelsong, dass „eine bluesig-erzählerische Art des Gesangs Reed zu einem unverwechselbaren Interpreten gemacht hat“, der „das gleiche Hitgefühl“ wie Walk on the Wild Side hat.

## Nachfolgealbum
1974 bestand RCA auf einem baldigen Nachfolgealbum, während Reeds Karriere auf dem Höhepunkt zu sein schien. Ihm wurde der auf ihm lastende Drucks zu viel. Der Vertrag verpflichtete RCA aber, jede Platte zu veröffentlichen, die er ihnen gab. So übergab er das Masterband von Metal Machine Music – mehr als eine Stunde Rauschen, Verzerrungen und Rückkopplungen, ohne jegliche Chance, jemals ein Hit zu werden.

## Titelliste
Alle Titel wurden von Lou Reed geschrieben.
Erste Seite
1. Ride Sally Ride – 4:00
2. Animal Language – 3:00
3. Baby Face – 5:01
4. N.Y. Stars – 3:59

Zweite Seite
1. Kill Your Sons – 3:35
2. Ennui – 3:37
3. Sally Can’t Dance – 4:07
4. Billy – 5:01

Bonustracks auf CD-Neuauflage
1. Good Taste – 3:30
2. Sally Can’t Dance (Single-Version) – 2:54